# Alberto Catalán
Alberto Prudencio Catalán Higueras (Corella, 7 de noviembre de 1962) es un político español, actual diputado por la circunscripción de Navarra.

## Biografía
Está casado y tiene una hija y dos hijos. Es licenciado en Farmacia por la Universidad de Navarra, farmacéutico de profesión y miembro del Colegio Oficial de Farmacéuticos de Navarra. En 1987 se afilió a Unión del Pueblo Navarro (UPN) y a la asociación Juventudes Navarras, rama juvenil del partido, de la que fue presidente desde 1989 a 1994. Desde 1988 es miembro del Consejo Político del partido. De 1991 a 1993 formó parte del Comité Ejecutivo de UPN como miembro nato en representación de Juventudes Navarras y en el IV Congreso de UPN, celebrado en Pamplona en enero de 1993, fue elegido vocal de su Comité Ejecutivo, cargo para el que se le reeligió en el V Congreso en febrero de 1997.
En mayo de 1991 formó parte de la lista de UPN a las elecciones al Parlamento de Navarra, a propuesta de la rama juvenil del partido y obtuvo el escaño; en 1995 revalidó la elección. En esas dos legislaturas, (1991-1995) y en el periodo entre 1995 y 1996, fue miembro de la Mesa del Parlamento como secretario segundo de la Cámara
Cuando UPN alcanzó el Gobierno de Navarra, tras la crisis producida por la dimisión de Javier Otano (PSN-PSOE), en septiembre de 1996, sustituyó a Miguel Sanz, elegido presidente del Gobierno Foral, como portavoz del Grupo Parlamentario. En las elecciones al Parlamento de Navarra del 13 de junio de 1999 obtuvo de nuevo al acta de parlamentario foral y renovó el cargo de portavoz del Grupo Parlamentario de UPN. Ese mismo año, el Comité Ejecutivo de UPN le nombró portavoz del partido y coordinador de los Grupos Municipales. En el VI Congreso de UPN, celebrado en febrero de 2001, fue elegido secretario general del partido, cargo en el que permaneció hasta abril de 2009, en que fue elegido vicepresidente del partido en el VIII Congreso.
Entró en el Gobierno de Navarra tras las elecciones de mayo de 2003 como consejero de Administración Local y Portavoz del Ejecutivo. Ha sido presidente de la sociedad pública Navarra de Infraestructuras Locales (NILSA) y del Consorcio de usuarios de abastecimiento de poblaciones desde el Canal de Navarra así como del Consorcio para el tratamiento de residuos urbanos de Navarra, constituidos durante esa legislatura.
En agosto de 2007 fue nombrado consejero de Relaciones Institucionales y Portavoz del Gobierno, y el 30 de septiembre de 2009 asumió también el Departamento de Educación. Desde junio de 2011 es presidente del Parlamento de Navarra.
En marzo de 2013 disputó a Yolanda Barcina la presidencia de UPN, obteniendo el 47,27 % de los votos y siendo derrotado.

## Cargos desempeñados
- Diputado del Parlamento de Navarra (Desde 1997).
- Secretario segundo del Parlamento de Navarra (1995-1996).
- Portavoz del grupo de UPN en el Parlamento de Navarra (1996-2003).
- Secretario general de UPN (2001-2009).
- Consejero de Administración local y portavoz del Gobierno de Navarra (2003-2007).
- Consejero de Relaciones Institucionales y portavoz del Gobierno de Navarra (2007-2009).
- Consejero de Relaciones Institucionales, Educación y portavoz del Gobierno de Navarra (2009-2011).
- Vicepresidente de UPN (2009-2013).
- Presidente del Parlamento de Navarra.
- Vicepresidente segundo del Parlamento de Navarra (2015-2019).[3]
- Senador en las Cortes Generales (2019-2023).
- Diputado en las Cortes Generales (2023-).